# ATP Challenger Teheran
Der ATP Challenger Teheran (offiziell: Teheran Open) war ein Tennisturnier, das zwischen 2003 und 2004 in Teheran, Iran, stattfand. Es gehörte zur ATP Challenger Tour und wurde im Freien  auf Sand gespielt.

## Liste der Sieger

### Einzel
| Jahr | Sieger          | Finalgegner          | Ergebnis      |
| ---- | --------------- | -------------------- | ------------- |
| 2004 | Mariano Puerta  | Melle van Gemerden   | 6:3, 6:4      |
| 2003 | Óscar Hernández | Jean-Claude Scherrer | 4:6, 6:4, 6:3 |

### Doppel
| Jahr | Sieger                             | Finalgegner                     | Ergebnis |
| ---- | ---------------------------------- | ------------------------------- | -------- |
| 2004 | Oliver Marach Jean-Claude Scherrer | Frank Moser Jean-Michel Pequery | 6:0, 6:0 |
| 2003 | Daniel Köllerer Philipp Müllner    | Ivo Klec Josef Neštický         | kampflos |